# جون بي. غارنت
جون بي. غارنت (بالإنجليزية: John Garnett)‏ هو رياضياتي وأستاذ جامعي أمريكي، ولد في 15 ديسمبر 1940 في سياتل في الولايات المتحدة.